# Grabmal der Caecilia Metella

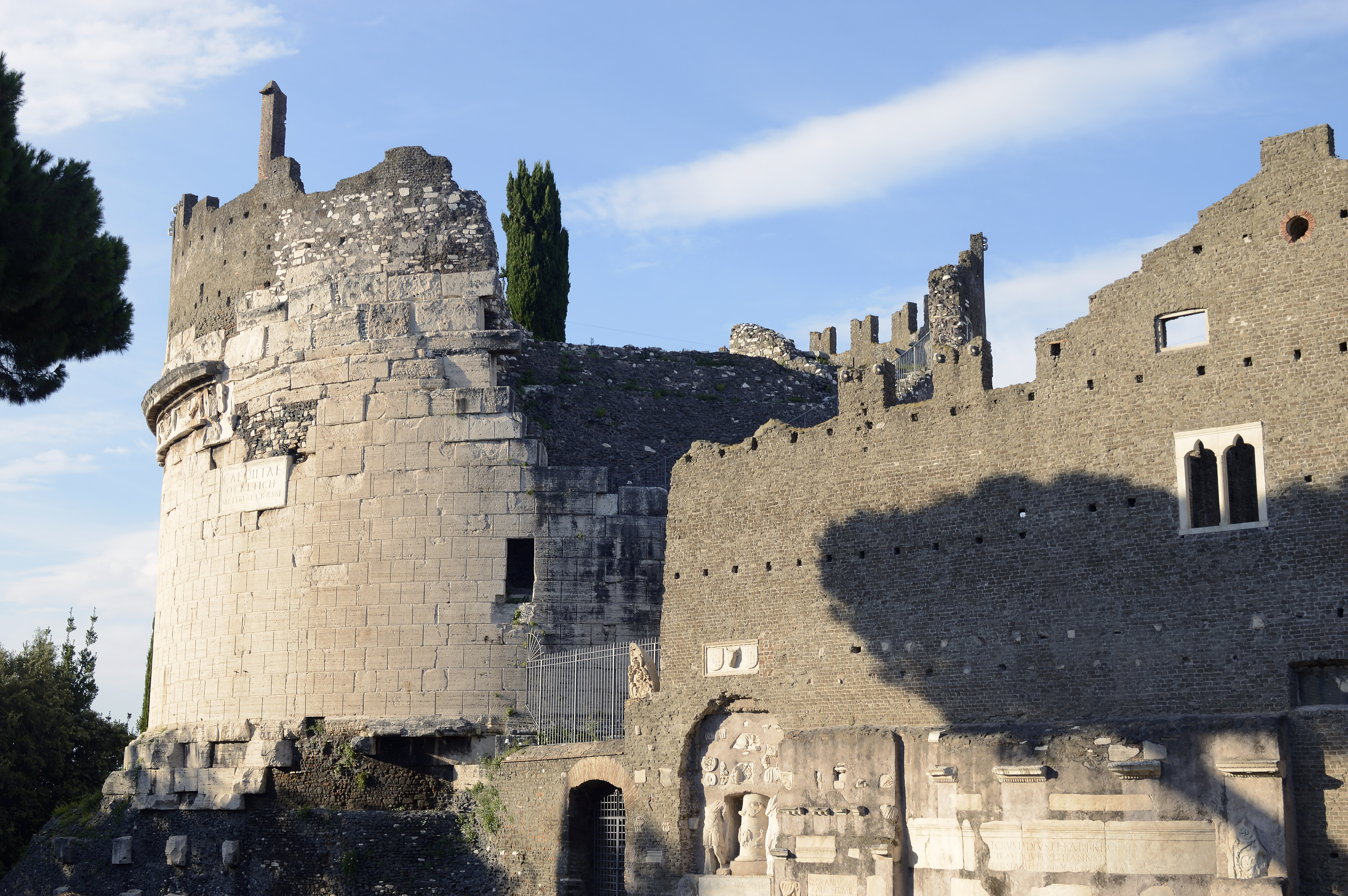
Grabmal der Caecilia Metella heute

Das Grabmal der Caecilia Metella (italienisch: Tomba di Cecilia Metella) ist ein imposantes Grabmonument an der Via Appia Antica in Rom.

## Entstehung

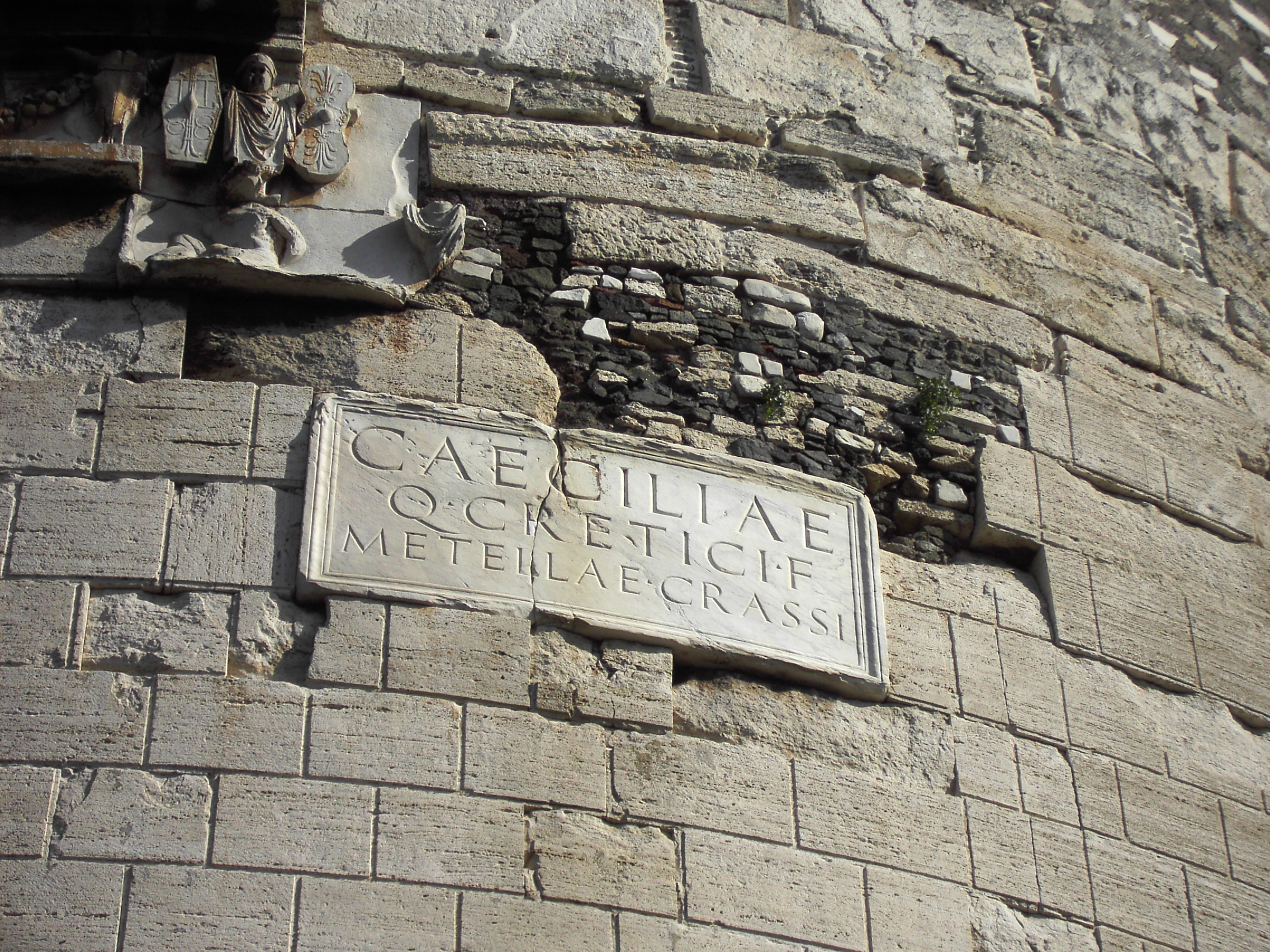
Grabinschrift für Caecilia Metella in der Fassade des Grabbaus

Das Grabmal wurde in der 1. Hälfte des 1. Jahrhunderts v. Chr. für Caecilia Metella Cretica errichtet. Sie war Tochter des römischen Konsuls von 69 v. Chr., Quintus Caecilius Metellus Creticus, und Schwiegertochter des Triumvirn Marcus Licinius Crassus. Verantwortlich für die Errichtung ihres Grabbaus zeichnete wahrscheinlich ihr Sohn Marcus Licinius Crassus, der denselben Namen wie ihr Gatte Marcus Licinius Crassus trug.

## Architektur
Es handelt sich um einen auf einem acht Meter hohen Sockel errichteten travertinverkleideten Rundbau mit einem Durchmesser von etwa 30 Metern und einer Höhe von 11 Metern. Im oberen Bereich wird er von einem Fries mit steinernen Stierschädeln (Bukrania) umlaufen. Eigentlich sollte der Rundbau die Basis für einen mit Erde gefüllten, kegelförmigen Tumulus bilden.

## Nachantike Geschichte

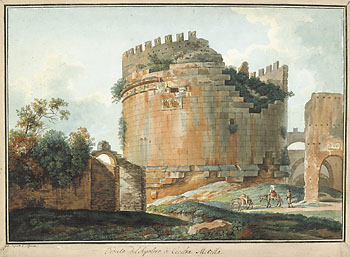
Grabmal der Caecilia Metella im 18. Jahrhundert

Caecilia Metellas Grabmal wurde im 13. Jahrhundert von der römischen Adelsfamilie Caetani in eine Burg umgebaut. Hiervon zeugt noch heute die erhaltene Zinnenbekränzung, die damals hinzugefügt wurde.
Das Grab und die angebaute Burg sind zu besichtigen und umfassen ein kleines Museum zu den archäologischen Fundstellen an der Via Appia.

## Künstlerische Rezeption

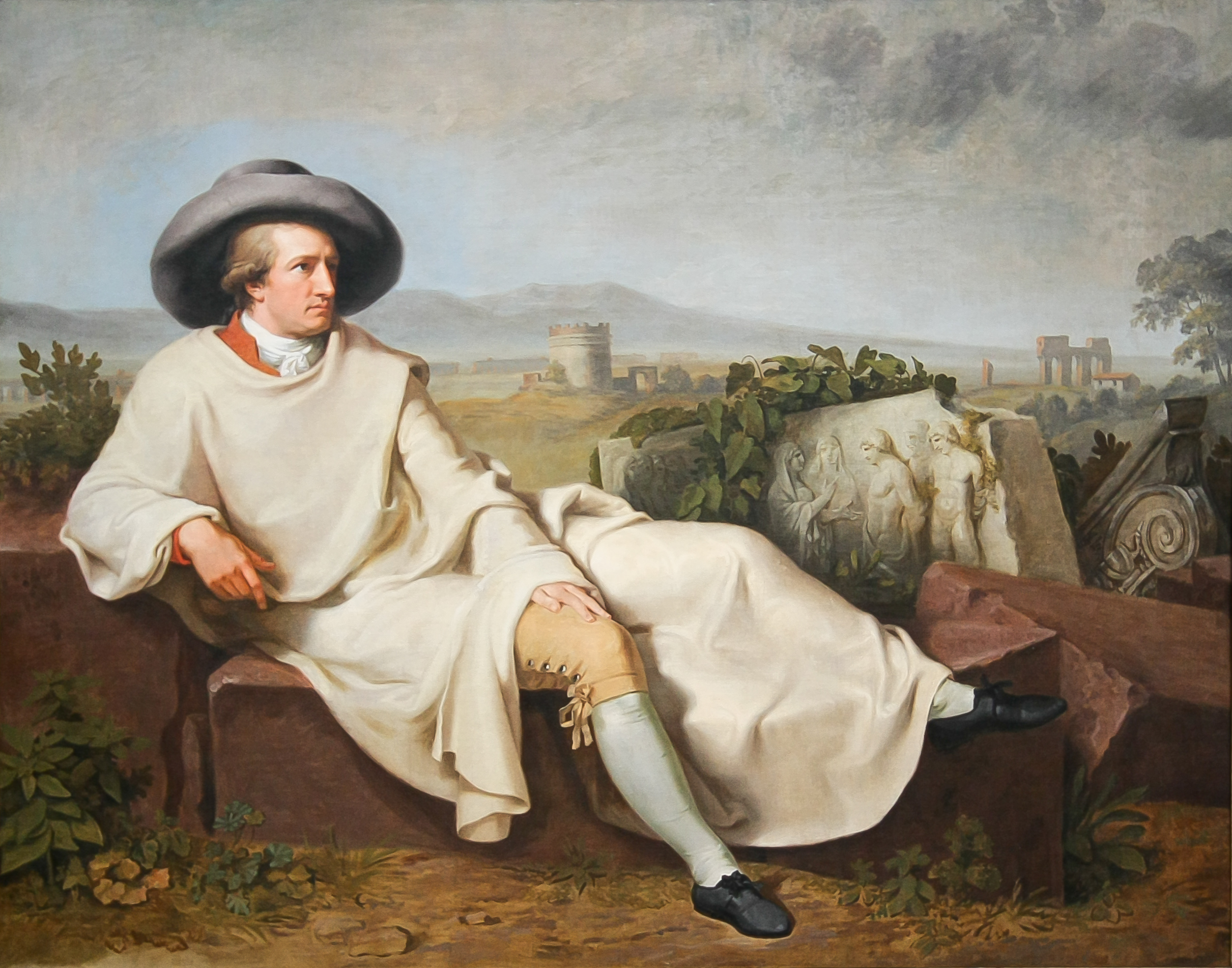
Goethe in der Campagna

Johann Heinrich Wilhelm Tischbein stellte dieses Grabmal im Hintergrund seines Bildes Goethe in der Campagna dar.
Die US-amerikanische Schriftstellerin Lydia Sigourney verfasste ein Gedicht namens „Tomb of Cecilia Metella“ über das Grabmal, das 1827 erschien.